# 58e méridien ouest
En géographie, le 58e méridien ouest est le méridien joignant les points de la surface de la Terre dont la longitude est égale à 58° ouest.

## Géographie

### Dimensions
Comme tous les autres méridiens, la longueur du 58e méridien correspond à une demi-circonférence terrestre, soit 20 003,932 km. Au niveau de l'équateur, il est distant du méridien de Greenwich de 6 457 km,.
Avec le 122e méridien est, il forme un grand cercle passant par les pôles géographiques terrestres.

### Régions traversées
En commençant par le pôle Nord et descendant vers le sud au pôle Sud, Le 58e méridien ouest passe par:
| Coordonnées          | Pays, territoire ou mer | Notes |
| -------------------- | ----------------------- | --- |
| 90° 00′ N, 58° 00′ O | Océan Arctique          | |
| 83° 32′ N, 58° 00′ O | Mer de Lincoln          | |
| 82° 08′ N, 58° 00′ O | Groenland               | Péninsule Nyeboe (en) |
| 75° 05′ N, 58° 00′ O | Mer de Baffin           | |
| 70° 00′ N, 58° 00′ O | Détroit de Davis        | |
| 60° 00′ N, 58° 00′ O | Océan Atlantique        | Mer du Labrador |
| 54° 54′ N, 58° 00′ O | Canada                  | Terre-Neuve-et-Labrador — Labrador Quebec — à partir de 52° 00′ N, 58° 00′ O                                                         |
| 51° 18′ N, 58° 00′ O | Golfe du Saint-Laurent  | |
| 49° 34′ N, 58° 00′ O | Canada                  | Terre-Neuve-et-Labrador — île de Terre-Neuve                                                                                         |
| 47° 40′ N, 58° 00′ O | Océan Atlantique        | |
| 6° 47′ N, 58° 00′ O  | Guyana                  | Passe juste à l'est de Georgetown |
| 4° 15′ N, 58° 00′ O  | Suriname                | |
| 3° 56′ N, 58° 00′ O  | Guyana                  | Passe par une zone revendiquée par le Suriname                                                                                       |
| 1° 33′ N, 58° 00′ O  | Brésil                  | Pará Amazonie — à partir de 1° 30′ S, 58° 00′ O Pará — à partir de 6° 08′ S, 58° 00′ O Mato Grosso — à partir de 7° 24′ S, 58° 00′ O |
| 17° 31′ S, 58° 00′ O | Bolivie                 | |
| 19° 29′ S, 58° 00′ O | Brésil                  | Mato Grosso do Sul |
| 19° 53′ S, 58° 00′ O | Bolivie                 | Sur environ 20 km |
| 20° 03′ S, 58° 00′ O | Brésil                  | Mato Grosso do Sul |
| 20° 37′ S, 58° 00′ O | Paraguay                | |
| 25° 02′ S, 58° 00′ O | Argentine               | |
| 26° 05′ S, 58° 00′ O | Paraguay                | |
| 27° 16′ S, 58° 00′ O | Argentine               | |
| 31° 24′ S, 58° 00′ O | Uruguay                 | Sur environ 15 km |
| 31° 32′ S, 58° 00′ O | Argentine               | Sur environ 10 km |
| 31° 38′ S, 58° 00′ O | Uruguay                 | |
| 34° 16′ S, 58° 00′ O | Río de la Plata         | |
| 34° 48′ S, 58° 00′ O | Argentine               | |
| 38° 21′ S, 58° 00′ O | Océan Atlantique        | |
| 51° 23′ S, 58° 00′ O | Îles Malouines          | île Malouine orientale — revendiquée par Argentine                                                                                   |
| 51° 45′ S, 58° 00′ O | Océan Atlantique        | |
| 60° 00′ S, 58° 00′ O | Océan Austral           | |
| 61° 54′ S, 58° 00′ O | Îles Shetland du Sud    | Île du Roi-George — Liste des territoires revendiquée par l' Argentine, le Chili et le Royaume-Uni                                   |
| 62° 04′ S, 58° 00′ O | Océan Austral           | |
| 63° 23′ S, 58° 00′ O | Antarctique             | Péninsule Antarctique — Liste des territoires revendiquée par l' Argentine, le Chili et le Royaume-Uni                               |
| 63° 41′ S, 58° 00′ O | Océan Austral           | Mer de Weddell |
| 63° 51′ S, 58° 00′ O | Antarctique             | Île James Ross — Liste des territoires revendiquée par l' Argentine, le Chili et le Royaume-Uni                                      |
| 64° 24′ S, 58° 00′ O | Océan Austral           | Mer de Weddell |
| 75° 42′ S, 58° 00′ O | Antarctique             | Territoire Liste des territoires revendiqué par l' Argentine, le Chili et le Royaume-Uni                                             |